# 'Allelujah! Don't Bend! Ascend!
'Allelujah! Don't Bend! Ascend! (às vezes estilizado em caixa alta) é o quarto álbum de estúdio da banda canadense de post-rock Godspeed You! Black Emperor, lançado pela Constellation Records. Foi seu primeiro álbum desde Yanqui U.X.O., de 2002. Depois de se reformar em 2010, o grupo saiu em turnê e lançou o álbum silenciosamente em um show em Boston em 1 de outubro de 2012, com datas de lançamento oficial em 15 de outubro na Europa e no dia seguinte em outros países. O álbum recebeu críticas positivas e foi anunciado como um retorno para o coletivo, ganhando o Polaris Music Prize de 2013.
O álbum marcou o início de uma grande mudança estilística para o Godspeed You! Black Emperor, sendo menos complexo tecnicamente e enfatizando mais os drones ao mesmo tempo em que abandonava completamente o conceito de movimentos - um formato de composição que eles continuariam a empregar até o álbum G_d's Pee at State's End! de 2021.

## Antecedentes
As faixas "Mladic" e "We Drift Like Worried Fire" são retrabalhos de faixas ao vivo inéditas, anteriormente conhecidas como "Albanian" e "Gamelan", que foram executadas ao vivo já em 2003.
O álbum contém várias referências aos protestos de Maple Spring. Efrim Menuck, um dos membros da banda, foi visto em várias manifestações. Os sons de panelas ouvidos no final de Mladic são amostras dessas mesmas manifestações. Além disso, se você encomendar a versão em vinil do álbum, ele será acompanhado por um quadrado vermelho e um alfinete, símbolos da dívida estudantil e da luta contra o aumento das mensalidades em Quebec. Por fim, uma das notas que acompanham o disco de vinil do álbum diz: "Foda-se o Plan Nord [fr]. Foda-se a Loi 78 [fr]. Montreal agora e para sempre".

## Recepção
| Críticas profissionais | Críticas profissionais |
| Pontuações agregadas   | Pontuações agregadas   |
| Fonte                  | Avaliação              |
| ---------------------- | ---------------------- |
| AnyDecentMusic?        | 8.0/10                 |
| Metacritic             | 81/100                 |
| Avaliações da crítica  |                        |
| Fonte                  | Avaliação              |
| AllMusic               | [ 3 ]                  |
| The A.V. Club          | B+                     |
| The Guardian           | [ 11 ]                 |
| The Independent        | [ 12 ]                 |
| Mojo                   | [ 13 ]                 |
| The Observer           | [ 14 ]                 |
| Pitchfork              | 9.3/10                 |
| Q                      | [ 16 ]                 |
| Rolling Stone          | [ 17 ]                 |
| Spin                   | 9/10                   |

'Allelujah! Don't Bend! Ascend! recebeu críticas positivas dos críticos. Eli Kleman, da Sputnikmusic, afirmou que o álbum tem "amplitude e profundidade incomensuráveis" e é uma "experiência verdadeiramente inesquecível". Andrzej Lukowski, de Drowned in Sound, disse que  o lançamento é "Um disco modestamente magnífico que valida totalmente a reforma da banda". Mark Richardson, da Pitchfork, também estabeleceu uma conexão entre toda a produção do grupo, terminando sua resenha chamando esse "álbum de músicas novas e antigas de uma banda que achávamos que nunca mais ouviríamos, e que deveríamos apreciar enquanto podemos". Tyler Kane, da Paste, deu ao álbum uma nota 8,9 de 10, escrevendo que "as faixas testadas pelo tempo não apenas mostram a banda fazendo o que faz de melhor em instrumentais notoriamente longos, dramáticos e indutores de pânico, mas também são lembretes surpreendentes do motivo pelo qual a banda foi tão vital e liderou um movimento tão grande no início". Dom Lawson, do The Guardian, deu ao álbum 5 de 5 estrelas, porque "o éthos do Godspeed de evocar verdades universais sem palavras continua tão devastadoramente eficaz como sempre".
O álbum foi listado em 13º lugar na lista dos 50 melhores álbuns de 2012 da Stereogum.
O álbum ganhou o Polaris Music Prize de 2013 em 23 de setembro de 2013.

## Faixas
A edição em vinil do álbum inclui as faixas mais longas "Mladic" e "We Drift Like Worried Fire" em um LP de 12 polegadas acompanhado de um 7 polegadas com as faixas mais curtas, "Their Helicopters Sing" e "Strung Like Lights at Thee Printemps Erable". Na capa interna do 12", há instruções sobre a ordem em que os lados devem ser tocados, pois isso difere da maioria dos álbuns de vinil. A lista de faixas do vinil é, de fato: A1 ("Mladic"), B1 ("Their Helicopters Sing"), A2 ("We Drift Like Worried Fire") e B2 ("Strung Like Lights at Thee Printemps Erable"). A edição em CD do álbum compila todas as quatro faixas em um único disco.
| Lançamento CD  |                                               |         |  |
| N.º            | Título                                        | Duração |  |
| 1.             | "Mladic"                                      | 19:59   |  |
| 2.             | "Their Helicopters' Sing"                     | 6:30    |  |
| 3.             | "We Drift Like Worried Fire"                  | 20:07   |  |
| 4.             | "Strung Like Lights at Thee Printemps Erable" | 6:31    |  |
| Duração total: | Duração total:                                | 53:09   |  |

| Edição em 12" |                              |         |  |
| N.º           | Título                       | Duração |  |
| 1.            | "Mladic"                     | 19:53   |  |
| 2.            | "We Drift Like Worried Fire" | 19:57   |  |

| Edição em 7" |                                               |         |  |
| N.º          | Título                                        | Duração |  |
| 1.           | "Their Helicopters' Sing"                     | 6:24    |  |
| 2.           | "Strung Like Lights at Thee Printemps Erable" | 6:25    |  |

## Pessoal
Godspeed You! Black Emperor
- Thierry Amar - guitarra baixo, contrabaixo, violoncelo, gravação e mixagem em "Their Helicopters Sing" e "Strung Like Lights at Thee Printemps Erable"
- David Bryant - guitarra elétrica, dulcimer martelado, Portasound, kemenche, gravação e mixagem em "Their Helicopters Sing" e "Strung Like Lights at Thee Printemps Erable", fotografia
- Bruce Cawdron - bateria, vibrafone, marimba, glockenspiel
- Aidan Girt - bateria
- Karl Lemieux - quadros de 16 mm, arte, fotografia
- Efrim Menuck - guitarra elétrica, sanfona, gravação e mixagem em "Their Helicopters Sing" e "Strung Like Lights at Thee Printemps Erable", fotografia
- Mike Moya - guitarra elétrica, gravação e mixagem em "Their Helicopters Sing" e "Strung Like Lights at Thee Printemps Erable"
- Mauro Pezzente - baixo
- Sophie Trudeau - violino, Casio SK-5

Pessoal técnico
- Howard Bilerman - gravação em "Mladic" e "We Drift Like Worried Fire"
- Charles-André Coderre - foto da capa
- Yannick Grandmont - fotografia
- Timothy Herzog - foto "Atonal Canada"
- Harris Newman na Greymarket - masterização

## Tabelas
| Tabelas (2012)                                | Melhor posição |
| --------------------------------------------- | -------------- |
| Bélgica (Ultratop Flandres)                   | 49             |
| Bélgica (Ultratop Valônia)                    | 118            |
| Países Baixos (Dutch Charts)                  | 95             |
| Finlândia (Suomen virallinen lista)           | 47             |
| Suíça (Schweizer Hitparade)                   | 94             |
| Reino Unido (UK Albums Chart)                 | 41             |
| Estados Unidos (Billboard 200)                | 45             |
| Estados Unidos (Billboard Independent Albums) | 9              |
| Estados Unidos (Top Alternative Albums)       | 13             |
| Estados Unidos (Top Rock Albums)              | 18             |